# فرد مورلي (لاعب كريكت)
فرد مورلي (بالإنجليزية: Fred Morley)‏ (16 ديسمبر 1850 في المملكة المتحدة - 28 سبتمبر 1884) هو لاعب كريكت بريطاني (وحمل سابقاً جنسية المملكة المتحدة لبريطانيا العظمى وأيرلندا). شارك مع منتخب إنجلترا للكريكت.

## وصلات خارجية
- فرد مورلي على موقع إي آس بي آن كريك إنفو (الإنجليزية)